# .hm
.hm je vrhovna internetska domena (country code top-level domain - ccTLD) za Otok Heard i otočje McDonald. Domenom upravlja HM Domain Registry.

## Vanjske poveznice
- IANA .hm whois informacija  Arhivirana inačica izvorne stranice od 27. travnja 2006. (Wayback Machine)